# Georg Pettersson (centerpartist)
Axel Georg Pettersson (i riksdagen kallad Pettersson i Örebro), född 31 juli 1918 i Axbergs församling i Örebro län, död 7 april 1990 i Askersund, var en svensk centerpartistisk partiombudsman och riksdagspolitiker.
Pettersson var ledamot av riksdagens första kammare 1969–1970, invald i Örebro läns valkrets. År 1985 tilldelades han Bramstorpsplaketten, centerns högsta utmärkelse.